# پارشتاینزه
پارشتاینزه (به آلمانی: Parsteinsee) یک شهر در آلمان است که در بارنیم واقع شده‌است. پارشتاینزه ۵۵۷ نفر جمعیت دارد.